# Marchais-en-Brie
Marchais-en-Brie era una comuna francesa situada en el departamento de Aisne, de la región de Alta Francia, que el 1 de enero de 2016 pasó a ser una comuna delegada de la comuna nueva de Dhuys-et-Morin-en-Brie al fusionarse con las comunas de Artonges, Fontenelle-en-Brie y La Celle-sous-Montmirail.

## Geografía
Está ubicada en la extremidad sur del departamento, a 18 km al sur de Château-Thierry y a 4 km al oeste de Montmirail (Marne).

## Demografía
| Gráfica de evolución demográfica de Marchais-en-Brie entre 1800 y 2014 |
|                                                                        |

Los datos demográficos contemplados en este gráfico de la comuna de Marchais-en-Brie se han cogido de 1800 a 1999 de la página francesa EHESS/Cassini, y los demás datos de la página del INSEE.